# Peasants' Revolt

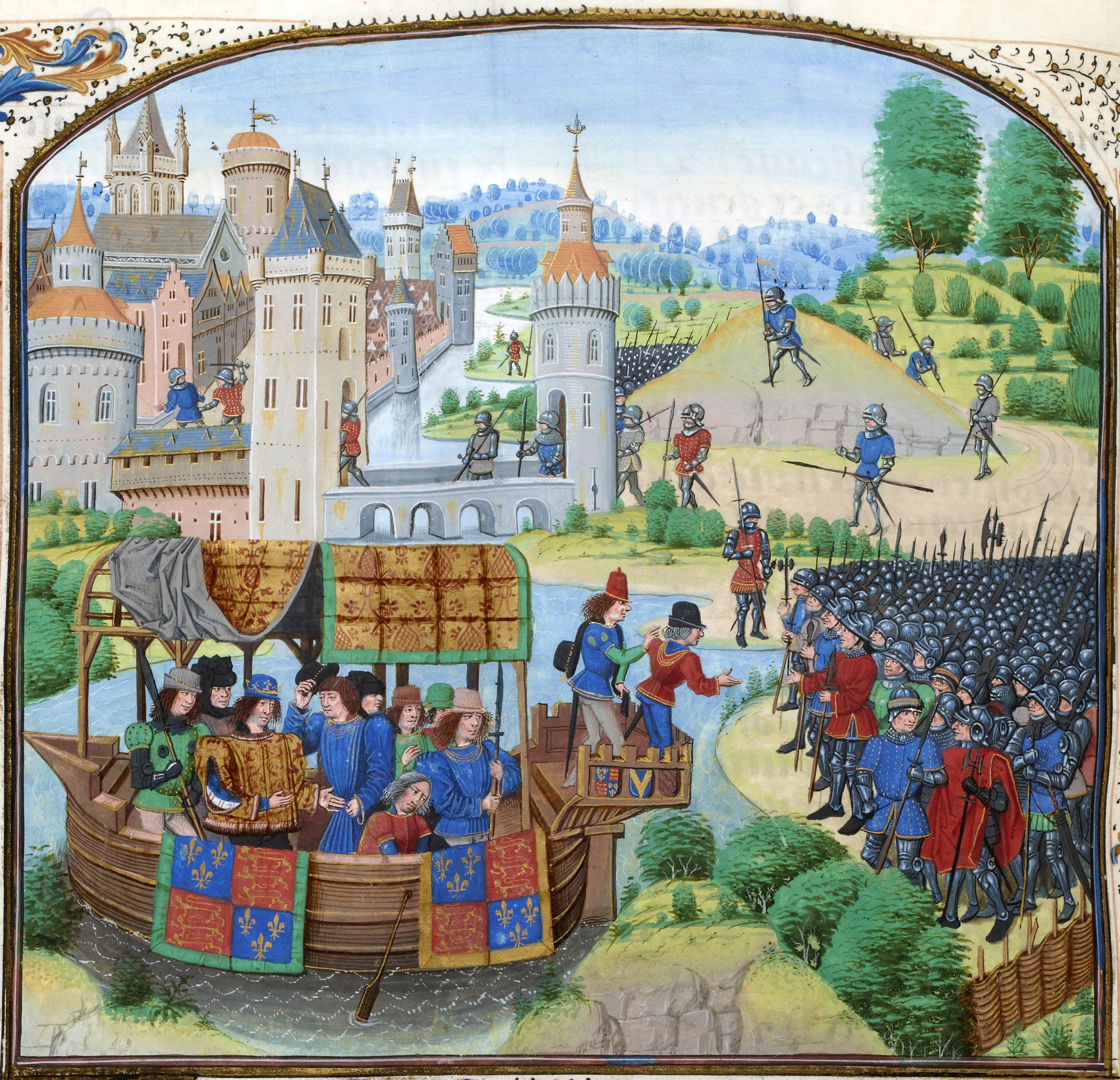
Richard II möter upp upprorsmakarna; från ett exemplar av Jean Froissarts krönika från 1470-talet

The Peasants' Revolt ("bondeupproret"), även Wat Tyler's Rebellion eller the Great Rising, var ett omfattande bondeuppror i flera delar av England som bröt ut 1381. 

## Bakgrund
Upproret hade flera orsaker, bland annat socioekonomiska och politiska spänningar som orsakats av Digerdöden under sent 1340-tal, höga skatter för att bekosta hundraårskriget i Frankrike och politisk instabilitet i London. 
Den utlösande faktorn var ett ingripande av den kungliga ämbetsmannen John Bampton i Essex 30 maj 1381. Hans försök att driva in obetalda kapitationsskatter i Brentwood ledde till våldsamma konfrontationer som snabbt spred sig runt om i sydöstra England. 

## Upproret

Prästen John Ball uppmuntrar rebellerna, Wat Tyler visas i rött, framme till vänster. Målning från 1400-talet.

En stor del av landsbygdsbefolkningen, bland annat inflytelserika hantverkare och lägre ämbetsmän, deltog i resningen där domstolshandlingar brändes och fångar släpptes fria. Upprorsmakarnas mål var sänkningar av skatter, avskaffande av livegenskap och avsättande av kungens högsta tjänstemän och domstolar.
En grupp rebeller från Kent, inspirerade av den radikala lollardprästen John Ball och ledda av Wat Tyler, marscherade mot den kungliga huvudstaden London. De togs emot vid Blackheath av kungliga representanter som utan framgång försökte få rebellerna att återvända till sina hem. Kung Richard II, då endast 14 år gammal, drog sig tillbaka till den befästa Towern, men merparten av de kungliga arméerna var utomlands eller i norra England. 
Den 13 juni gick rebellerna in i London och gick till angrepp mot fängelser, förstörde Savoy Palace, satte eld på lagböcker och byggnader kring the Temple och dödade alla som de förknippade med det kungliga styret. Nästa dag sammanträdde Richard med rebellerna vid Mile End och gick med på de flesta av deras krav, även avskaffandet av livegenskapen. Samtidigt bröt rebellerna sig in i Towern där de hittade  och dödade rikskanslern Simon Sudbury och riksskattmästaren Robert Hales.
Den 15 juni lämnade Richard London för att träffa Wat Tyler och rebellerna vid Smithfield. Våldsamheter uppstod och några i Richards följe högg ihjäl Tyler. Richard lyckades lugna den spända stämningen tillräckligt länge för att låta Londons borgmästare William Walworth samla ihop en mindre stadsmilis som skingrade upprorsstyrkorna.  
Richard återtog kontrollen över London och drog tillbaka sina tidigare löften till upprorsledarna. Upproret spred sig också till East Anglia där universitetet i Cambridge angreps och flera kungliga ämbetsmän dödades. Oroligheterna fortsatte tills biskop Henry le Despenser besegrade en upprorsstyrka vid slaget vid North Walsham 25 eller 26 juni 1381. Det nådde York, Beverley och Scarborough i norr och Bridgwater i Somerset i väst. Richard mobiliserade 4000 soldater för att återställa ordningen. De flesta av upprorsledarna jagades, fångades in och avrättades. I november samma år hade åtminstone 1500 upprorsmakare dödats. 

## Eftermäle
The Peasant's Revolt har varit ett viktigt forskningsämne för historiker. Under sent 1800-tal användes en rad olika återgivningar från samtida krönikörer för att sätta ihop händelseförloppet kring upproret. Dessa kompletterades under 1900-talet med forskning som använde samtida domstolshandlingar och arkivdokument. 
Tolkningarna av revoltens orsaker har varierat över tid. Det har betraktats som ett avgörande skede i engelsk historia, men moderna historiker är numera inte lika säkra på dess påverkan på den sociala och ekonomiska utveckling som följde. 
Upproret hade en tydlig inverkan på hundraårskriget genom att det avskräckte senare parlament från att uppbörda nya skatter för att bekosta krigstågen i Frankrike. 
Upproret har varit ett viktigt inslag i socialistisk litteratur, bland annat av William Morris och har än idag ett symbolvärde för den politiska vänstern, bland annat i debatten kring införandet av skattereformen Community Charge som infördes i Storbritannien under 1980-talet.